# Лубянка (Куявско-Поморское воеводство)
Лубянка (пол. Łubianka) — деревня в гмине Лубянка Торуньского повета Куявско-Поморского воеводства в центральной части севера Польши. Является центром гмины Лубянка.